# Гури-Любянські
Гури-Любянські (пол. Góry Lubiańskie, нім. Weißberg) — село в Польщі, у гміні Грюнвальд Острудського повіту Вармінсько-Мазурського воєводства.
Населення — 44 особи (2011).

## Демографія
Демографічна структура станом на 31 березня 2011 року:
|          | Загалом | Допрацездатний вік | Працездатний вік | Постпрацездатний вік |
| -------- | ------- | ------------------ | ---------------- | -------------------- |
| Чоловіки | 27      | 5                  | 21               | 1                    |
| Жінки    | 17      | 1                  | 13               | 3                    |
| Разом    | 44      | 6                  | 34               | 4                    |